# El Toro

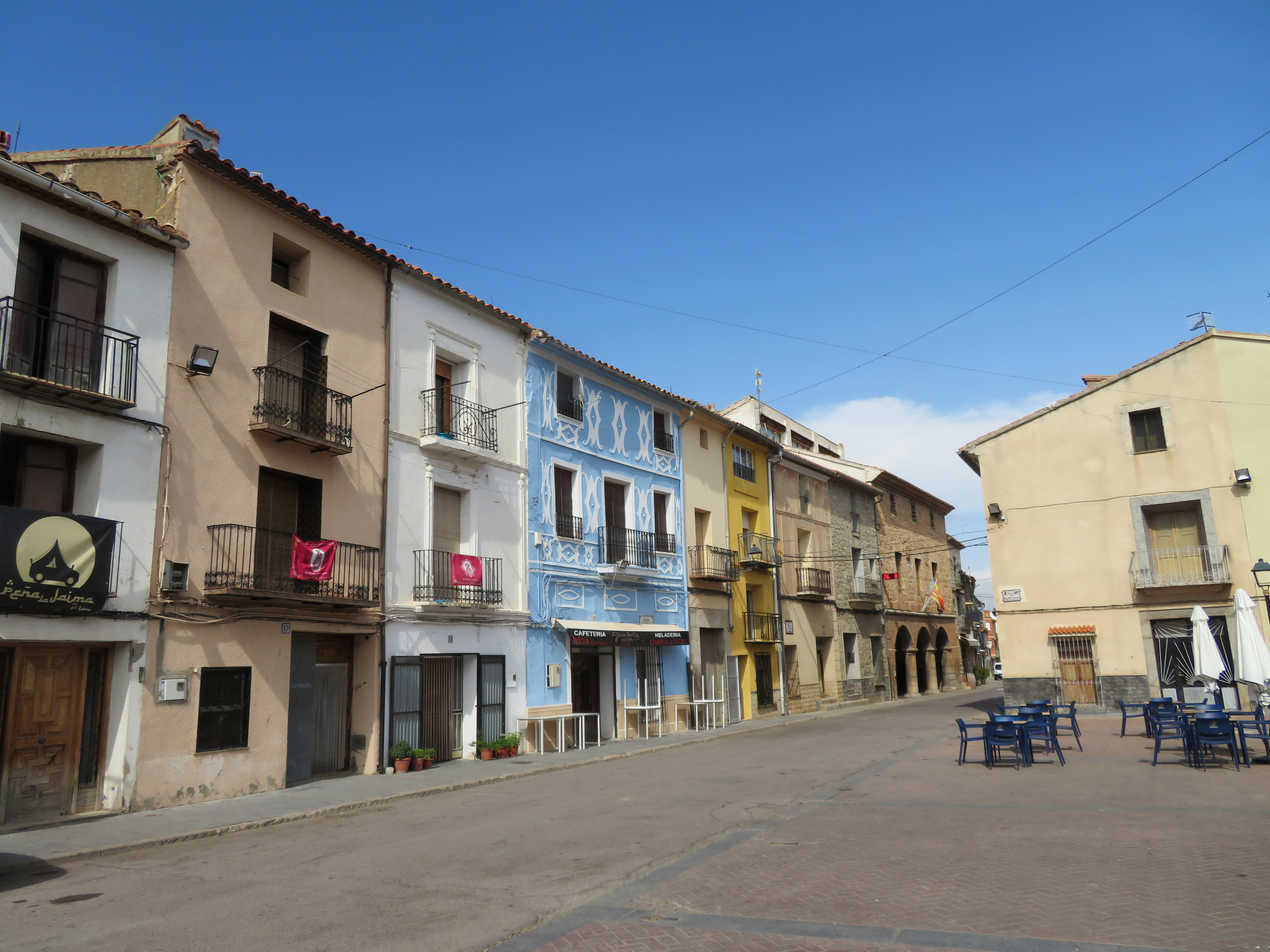
Calle Mayor

El Toro es un municipio español perteneciente a la provincia de Castellón, en la Comunidad Valenciana. Está situado en la comarca del Alto Palancia. Cuenta con una población de 262 habitantes (INE 2024). Se trata de un municipio castellanohablante, en el que el castellano cuenta con el predominio lingüístico reconocido legalmente.

## Contexto geográfico
Integrado en la comarca de Alto Palancia, se sitúa a 90 kilómetros de la capital provincial. El término municipal está atravesado por una carretera local que se dirige a Barracas y por un pequeño tramo de la autovía Mudéjar (A-23) y de la carretera nacional N-234 (pK 63).
El relieve del municipio abarca dos espacios diferenciados. Una parte del término se encuentra situado en el altiplano que conforman los términos de El Toro y Barracas, que con una altura aproximada de unos mil metros es una prolongación de los páramos del sur de Teruel. La otra parte del término está situada en la conocida como Sierra de El Toro que se conforma como una prolongación de la sierra de Javalambre, que hace de límite con la provincia de Teruel. Esta sierra presenta elevadas alturas, situándose algunas de sus montañas por encima de los 1600 m, por lo que es uno de los puntos más fríos de la Comunidad Valenciana. Las mayores altitudes del municipio son los picos Puntal de Magaña (1615 m), Puntal del Agrillar (1614 m) y Puntal de Peiró (1605 m). El río Palancia nace dentro de su término municipal, en la sierra de El Toro. Debido a las características físicas de la localidad, el entorno natural es uno de los mejor conservados de toda la Comunidad Valenciana, siendo por ello declarado paraje natural municipal el Pozo Junco así como el monumento natural del nacimiento del río Palancia. La altitud oscila entre los 1615 m en la sierra de Javalambre (Puntal de Magaña) y los 830 m a orillas del río Palancia. El pueblo se alza a 1041 m sobre el nivel del mar. 
| Noroeste: Manzanera (Teruel)                  | Norte: Albentosa (Teruel)        | Noreste: Pina de Montalgrao y Barracas |
| Oeste: Manzanera (Teruel) y Abejuela (Teruel) |                                  | Este: Barracas                         |
| Suroeste: Abejuela (Teruel)                   | Sur: Abejuela (Teruel) y Sacañet | Sureste: Torás y Bejís                 |

### Pedanías
En el término municipal de El Toro se encuentra también el núcleo de población de El Molinar.

## Historia

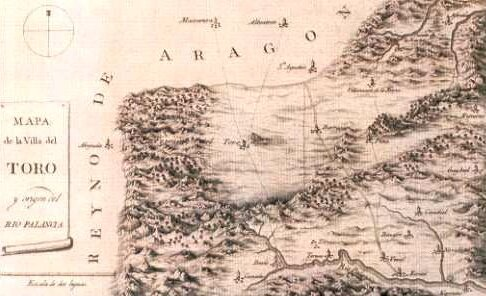
Mapa del de El Toro

Una de las primeras referencias sobre la población nos remite al asentamiento íbero (250 a. C.) en la Peña de las Majadas. En el lugar se aprecian restos tanto de la Edad de Bronce así como ibéricos, resaltando la inscripción en un punzón cilíndrico de hueso interpretado como "A ti. Hecho por Nertse". Este epígrafe denotaría la evolución del asentamiento e indicaría que el punzón se trató de una donación o regalo. A principios de esta Era se observaban muchas torres y muros puestos en los altozanos que servían para resguardo para hacer frente a las incursiones de los bárbaros, lo que nos remite a la posibilidad de un primer amurallamiento en el actual cerro de la fortaleza de El Toro. Si bien el proceso romanizador no ha dejado un testimonio claro, en 1946 se dieron a conocer unos caminos empedrados que pudieran ser vías romanas del cual un segmento seguía ascendiendo hacia las partidas de la Atalaya o de Los Planos, dirigiéndose hacia El Toro o Barracas. En 1957 Mateu y Llopis hizo constar el hallazgo de un as hispánico frustro, moneda romana utilizada primero en bronce y luego en plata, para las transacciones comerciales. En 1995 aparecieron nuevas pruebas del establecimiento romano al encontrarse diversos fragmentos de tejas y ladrillos en la Hoya de Santo Domingo. Estos materiales confirman la existencia de una edificación en el lugar, pudiéndose tratar de una "villae rusticae", masía romana extendida entre los siglos II y IV.
El nombre de la villa se fundamenta en los radicales prerromanos "Tor" o "Tar" que revirtieron en el latín "Turris" asociado a torre o castillo. Identificado por otros eruditos como "Torus", es decir, protuberancia en el terreno o montículo. Fue un vocablo fácil para los árabes que se establecieron en la comarca que identificaron esa voz que en su lengua significa "montaña" para referirse a la serranía del término. En 1836, el erudito Cortes partió del nombre que se le dio en la antigüedad al río Palancia (Serabis), para defender que esta denominación estaba compuesta por dos vocablos hebreos o egipcios, Sher o Ser (toro o buey) y Apis (dios de los egipcios). Partiendo del vocablo Ser (Toro – El Toro) se encuentra una correspondencia con las poblaciones ribereñas al río Palancia como Torás, Serábica, nombre sincopado por los árabes por Sérica o Xérica, actual Jérica o también Segobriga, la capital del Palancia, Segorbe.
Cabe destacar otras teorías fundadas por el jericano Francisco del Vayo en el siglo XVI o Gaspar Escolano en el XVII, que nos hablan de la posibilidad de que El Toro se llamara anteriormente Podio o Castellar. Sin embargo en los Anales del Reyno de Valencia, publicados en el año 1613, su autor Francisco Diago señala " de Etobesa, que agora es el Toro", pero la opinión mayoritaria nos lleva a pensar que Etobesa debería localizarse en Bejís o Jérica, núcleos de importantes restos arqueológicos.
En 1228 las tropas aragonesas realizaron diferentes incursiones en la zona incrementando el caos en la línea de frontera a causa del aumento de caballeros turolenses en poblaciones limítrofes como Manzanera, El Toro, Barracas (San Pedro de Bellmont), Arcos de las Salinas, Pina de Montalgrao, Villahermosa del Río y Cortes de Arenoso, sucesos que ocurrieron hasta el año 1232.
Ante el temor de una excesiva expansión nobiliaria aragonesa en el norte de Castellón, el rey Don Jaime concentró sus fuerzas en Teruel, unos 120 caballeros de linaje con sus respectivos escuderos (según Beuter; algunos de mucha fama provenientes de los Concejos de dicha ciudad), y sin apenas desviarse de la antigua calzada, desplazó sus fuerzas por el norte del valle del Palancia en dirección a Valencia.
El 18 de junio de 1257, nos cuenta D. Francisco Aguilar, se obligó a Teruel a renunciar a sus derechos sobre El Toro, Pina, y Barracas estando subordinadas a Jérica.
El 28 de noviembre de 1260 el rey Don Jaime I el Conquistador, otorgó privilegios a la población cristiana y mora de El Toro y a todas sus alquerías (masías) que existían dentro de su término, dándoles varios derechos y franquicias. Actuaron como testigos su lugarteniente D. Ximén Pérez de Arenós y los nobles D. Galcerán de Pinós; D. García Ortiz de Azagra; D. Carroz, señor de Rebollet y D. Sancho de Antillón.
La villa continuó en poder del Señorío de Jérica hasta extinguirse su línea sucesoria volviendo a la corona. Pero el periodo belicoso e intranquilo que se atravesó en el último tercio del siglo XIV, motivó la reorganización de los vecinos de El Toro, Viver y Caudiel, insistiendo ante el infante Don Martín en la petición para fortificar la villa. Demanda que se denegó en varias ocasiones aunque suponemos que se realizaron obras de refuerzo en los muros de las casas más exteriores que formaban el perímetro de la villa y los accesos mediante portales.El 20 de febrero de 1403, el ya Rey Don Martín I tomó el sobrenombre de "El Humano" y confirmó un privilegio que Jaime I había concedido a la villa de El Toro otorgando la jurisdicción absoluta y eximiendo a sus vecinos de los tributos de lezda y peaje.
Al morir Don Martín sin hijos, la villa de Jérica volvió a la Corona Real al igual que los lugares de su tenencia, pasando más tarde a Fernando I de Antequera, heredando el señorío D. Alfonso V "El 
Magnánimo" que lo donó en feudo a su hermano D. Juan el 30 de enero de 1417.
El 30 de julio de 1428 Alfonso V de Aragón concedió a El Toro la facultad de imponer sisas por tiempo de treinta años sobre pan, vinos, carnes y otros artículos. Después de haber otorgado el rey Don Alfonso la licencia de venta de Jérica y su tenencia a su hermano D. Juan, este vendió a Francisco Zarzuela su usofructo por 5000 libras en el mismo año.
En 1432 Francisco Zarzuela -tesorero de Aragón- adquirió la villa de El Toro y la retuvo para sus descendientes. A mediados del siglo XV tomó posesión Francisco Zarzuela III al cual se le suponen todo tipo de tiranías y robos vendiendo el municipio a su hermano Miguel. El hidalgo y enemigo de los Zarzuela, Juan de Añón al frente de 500 hombres, fue a prender a Miguel Zarzuela el 29 de enero de 1478 conduciéndolo a Segorbe donde fue ajusticiado.
Los derechos sobre el municipio fueron varias veces disputados. Pedro de Azumar, letrado y comisario de Juan II de Aragón, declaró en Trujillo la pertenencia por derecho del castillo, villa y Baronía de Jérica y los lugares de Pina de Montalgrao y Las Barracas a favor de Violante Zarzuela, mujer de Pedro Exarch.No es hasta 1518, después de un periodo de incertidumbres y revueltas que los herederos de Zarzuela venden sus turbios derechos al Conde de Aranda. El conde se entrevistó con el secretario del Duque de Calabria y Virrey de Valencia, Don Fernando de Aragón para que este se los comprara en 1537.
El 26 de octubre de 1550 falleció el duque sin hijos, el cual testamento a favor de los monjes jerónimos del monasterio de San Miguel de los Reyes los cuales regentaron el municipio hasta la clausura de las comunidades eclesiásticas y su desamortización en 1837. El monasterio cesó de administrar la villa de El Toro y paso libremente a constituir una población del reino.
Los habitantes de la población vecina, Barracas, dependían de los pastos y leñas cedidos por El Toro y Pina al no poseer un término propio. La ley de la propiedad se transgredía en muchas ocasiones, y obligó a sus vecinos en 1846, a dirigir una petición a la Diputación Provincial solicitando que se señalaran unos límites y cedieran tierras por parte de las poblaciones de El Toro y Pina.
El 30 de agosto de 1885 se reunió la junta municipal para informar que la epidemia de cólera morbo asiático originaba numerosos óbitos. Las gestiones del párroco Sr. Tarsillo Moreno, así como del ayuntamiento forzó la urgente construcción de un nuevo camposanto utilizándose grandes bloques de piedra del castillo y el portal de las escuelas, próximas a la plaza de la iglesia, inscribiendo el año de su construcción en el acceso del recinto que se conoce hoy en día.
A inicios del siglo XX el célebre botánico e hijo de Segorbe Carlos Pau Español, realizó interesantes estudios sobre las plantas de la Sierra de El Toro publicando su trabajo en 1903 en el "Boletín de la Sociedad Aragonesa de Ciencias Naturales" (Zaragoza), y años después en la revista alemana "Sonderabdruck aus Fedde" de Berlín.
El numeroso gremio de fabricantes de alcohol (vinos, líquidos y aguardientes) tuvo que enfrentarse a la filoxera en 1912 y la imposibilidad de los medios para su tratamiento hizo que la plaga de insectos destruyera los viñedos, mermando la economía de la zona.
El viejo horno de la calle Los Ángeles -detrás de la iglesia- en posesión de varios socios fundadores no podía satisfacer la demanda del pueblo. Por tanto se decidió construir un nuevo horno en la calle San Roque, obra realizada en 1930 y decorada sobre su entrada con azulejos que representan la imagen del patrón.
La irrupción de la guerra civil produjo que el ejército republicano se distribuyera por varios puntos del término colocándose preferentemente en la "Hoya del Campillo", lugar donde se construyeron dos refugios subterráneos, un campo de aviación y un centro de comunicaciones. La parroquia de Ntra. Sra. de los Ángeles se convirtió en un impropio almacén de víveres y muchos documentos de archivos municipales y parroquiales fueron saqueados. Se construyeron recintos o polvorines donde se guardaban las armas y munición. Uno de ellos se encontraba junto al Barranco del Hocino y otro en el monte en dirección a Alcotas (Manzanera).

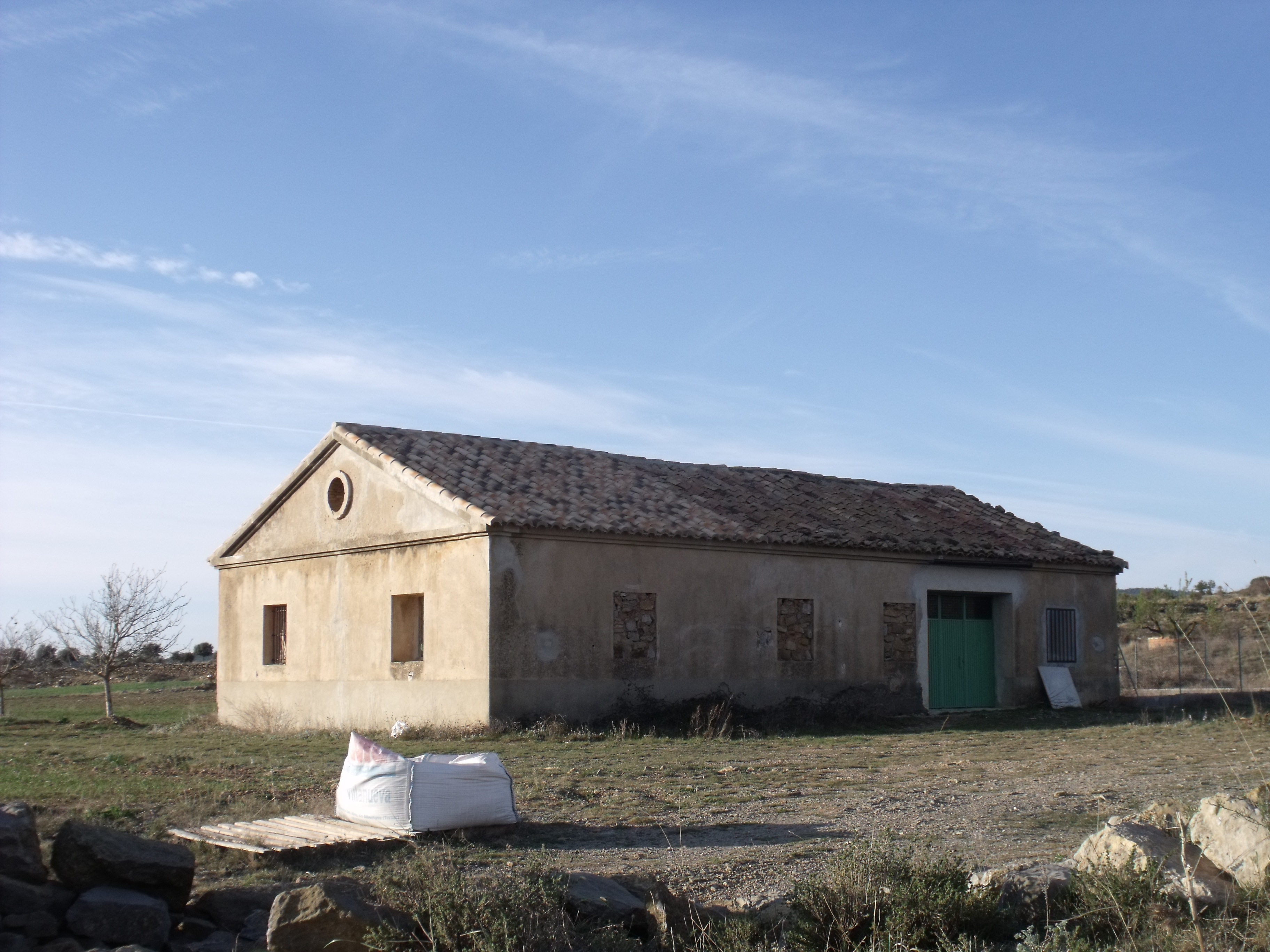
Edificio de mando del aeródromo de El Toro, utilizado por la FARE.

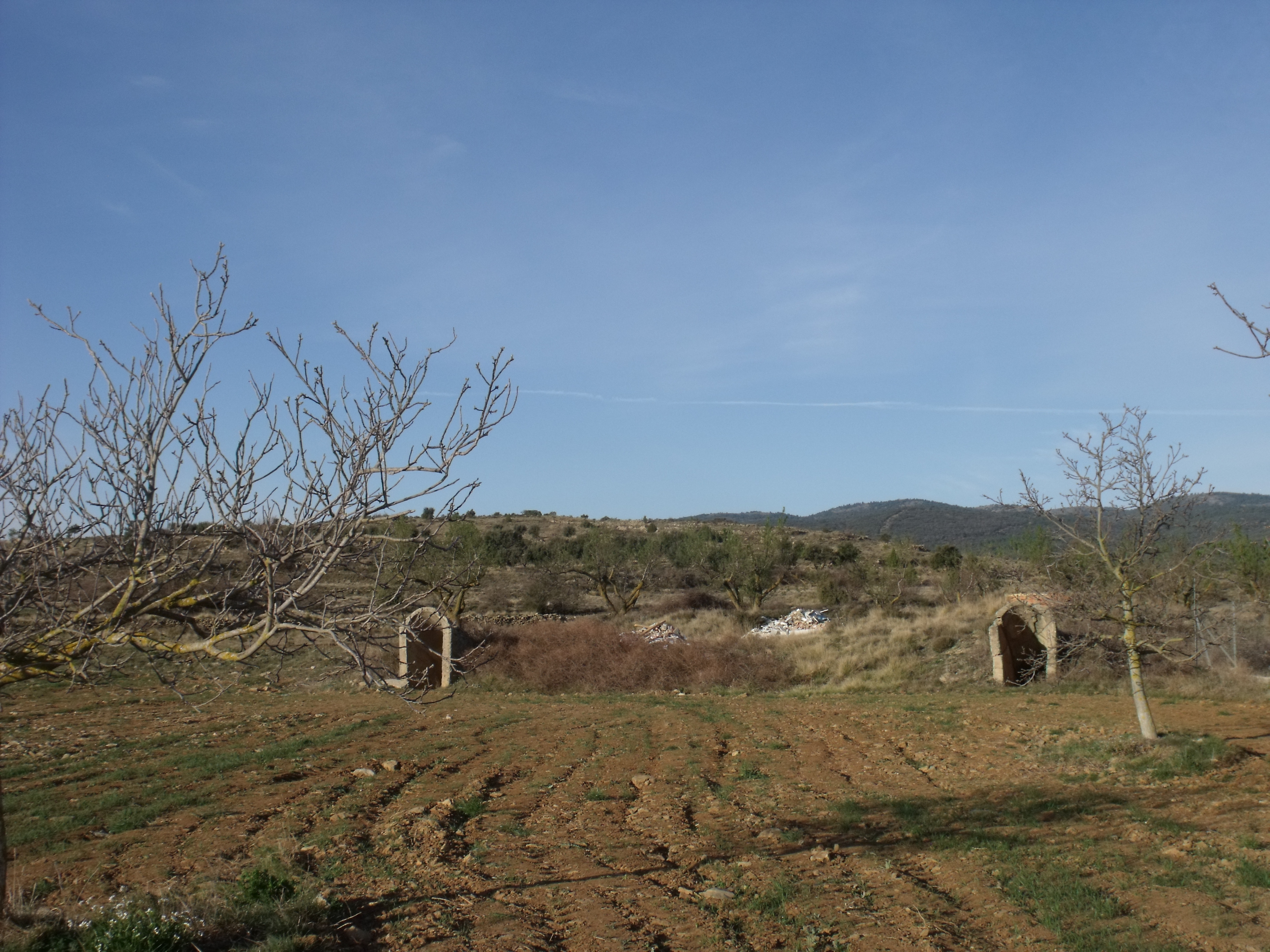
Accesos al refugio antiaéreo.

Entre los principales escenarios de la contienda destaca el Vértice de la Salada y el de Peña Juliana, (líneas XYZ) que causó innumerables bajas en los dos bandos. Testimonio de ello es el cementerio moro instalado junto al cristiano donde fueron sepultados soldados musulmanes de las fuerzas nacionales.
La postguerra en el medio rural se caracterizó por el declive de muchas zonas e influyó en los movimientos emigratorios. La inquietud de los jóvenes se encaminó hacia la búsqueda de nuevos lugares donde poder prosperar y encontrar mejores expectativas. No fue hasta 1960 cuando proliferó la zona residencial anexa al núcleo urbano ampliándose paulatinamente en los años sucesivos.
El suministro de agua corriente no llegó hasta los inicios de los años setenta, en virtud del saneamiento y distribución de aguas aprobada por la Diputación Provincial en una sesión extraordinaria del 27 de julio de 1971, hasta entonces la población seguía proveyéndose de las fuentes que existían en la villa desde la antigüedad. A mediados de los años setenta se construye una base militar en la Peña Salada, asfaltando y mejorando el antiguo camino a Andilla. La dotación de las instalaciones estaba compuesta por soldados americanos y españoles que se redujeron posteriormente a una treintena, quedando conformados como Regimiento de Transmisiones Estratégicas 22, CT-6.
El 8 de agosto de 1978, S.M. el rey Juan Carlos I aceptó la presidencia de honor para su hijo el príncipe Felipe, del inaugurado Club Polideportivo El Toro. Durante aquellos años se organizaron numerosas competiciones de certámenes provinciales.
Desde finales del siglo XX hasta la actualidad la localidad se ha mejorado sensiblemente los espacios de esparcimiento, el suministro de agua e iluminación, las comunicaciones viarias o el pavimento urbano, poniendo especial atención en su patrimonio cultural. Cabe destacar la rehabilitación del horno de la sociedad panificadora como edificio de usos sociales, la construcción de un nuevo consultorio médico durante el 2002 o la instalación de una depuradora y generadores de energía eólica en el 2007.

## Demografía
El Toro cuenta con una población de 262 habitantes (INE 2024).
| Gráfica de evolución demográfica de El Toro entre 1842 y 2021                                                       |
| |
| Población de derecho según los censos de población del INE Población de hecho según los censos de población del INE |

## Economía
Las explotaciones agrícolas-ganaderas, la industria maderera y el turismo de montaña son las principales actividades socioeconómicas de El Toro, destacando la producción de trufa, hongo muy preciado en círculos culinarios.

## Administración y política
| Periodo   | Nombre                  | Partido   |
| --------- | ----------------------- | --------- |
| 1991-1995 | José Orduña García      | PSPV-PSOE |
| 1995-1999 | José Orduña García      | PSPV-PSOE |
| 1999-2003 | José Orduña Giménez     | PSPV-PSOE |
| 2003-2007 | Ana M. Orduña García    | PP        |
| 2007-2011 | Ana M. Orduña García    | PP        |
| 2011-2015 | Ana M. Orduña García    | PP        |
| 2015-2019 | Ana M. Orduña García    | PP        |
| 2019-2023 | Alberto Lázaro Lizandra | PP        |

## Patrimonio

### Religioso
- Iglesia de Santa María Estaba edificada en el año 1258, según una Bula que Alejandro IV dirigió al rey de Aragón, siendo adscrita a la diócesis de Segorbe el 19 de mayo de 1347, después de constantes pleitos.

Está constituida en una sola nave con limitadas dimensiones y es un ejemplo de las construcciones primarias que Elías Tormo llamó "románico terciario", aproximándose a las llamadas "de reconquista".Entre el siglo XIV y XV fue adquiriendo ornamentos y riquezas, reformando su vieja techura de madera en vertiente a dos aguas y dotándola con bóvedas de crucería.

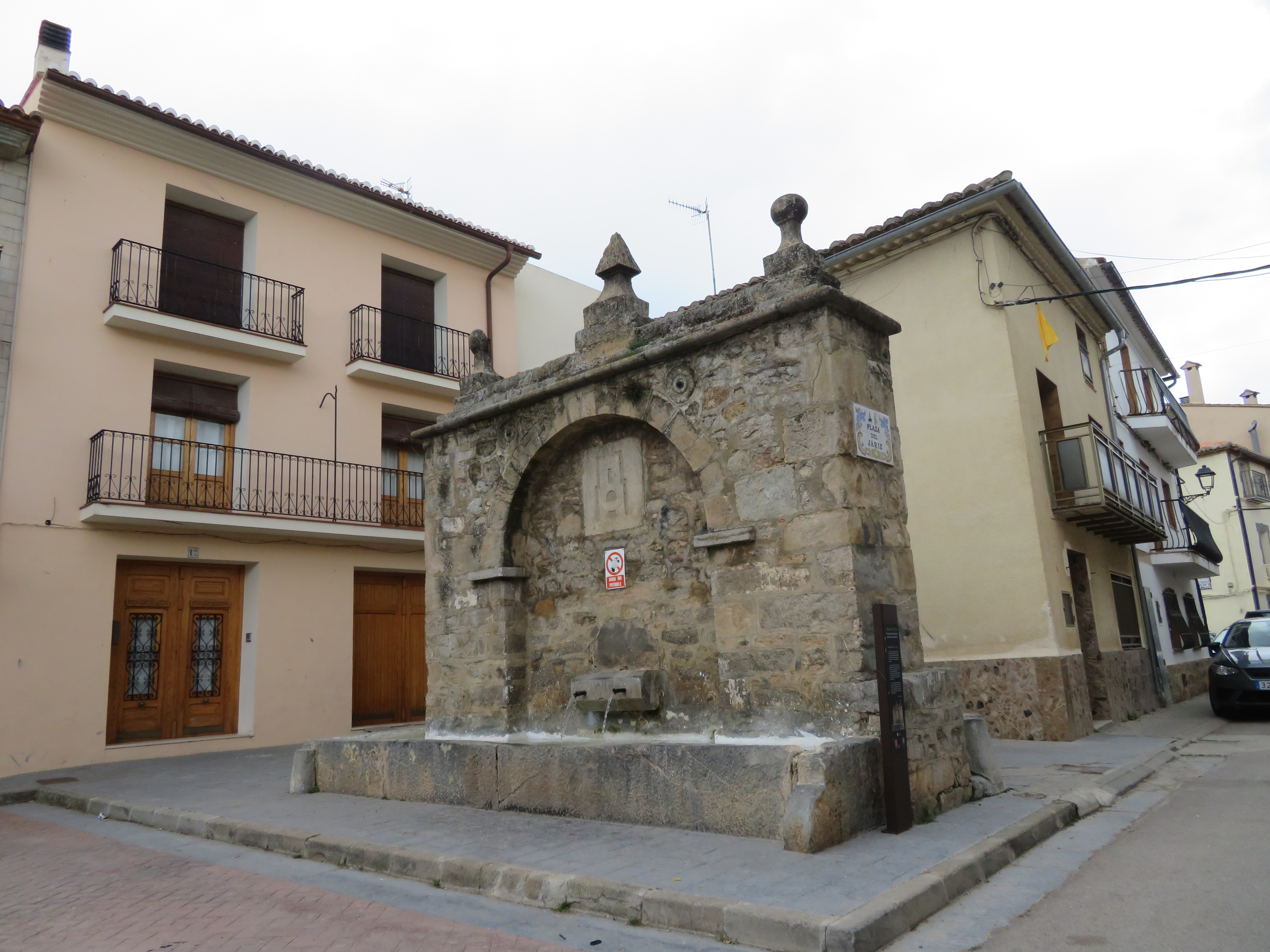
Plaza del Járiz

Más tarde se consagró como ermita de San Miguel, sufriendo lamentables destrozos en las guerras carlistas del siglo pasado y en la guerra civil, iniciada en 1936.
El primitivo templo mantiene sus cuatro grandes paredes, con los contrafuertes de su original fábrica, careciendo de capilla mayor. En su interior se aprecian varias hornacinas y la entrada principal dista del torreón unos cien metros, observándose otra lateral más pequeña como paso secundario. En sus proximidades existen restos de muros menores, así como nos consta la existencia de un cementerio y de una nevera; hueco practicado en el terreno para la conservación de la nieve o hielo.

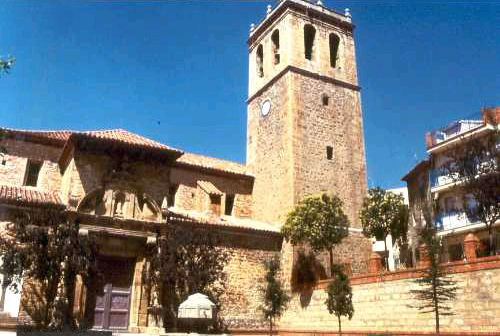
Iglesia Parroquial

- Ermita de San Roque Esta ermita fue construida en el siglo XIV. Debido a la remodelación que sufrió en 1603 de la construcción original sólo se mantiene el ábside. Ha sido declarada bien de interés local
- Iglesia Parroquial Dedicada a Nuestra Señora de los Ángeles. fue construida en el siglo XVII. Cuenta con una bóveda de cañón con lunetos y con pilares con capiteles toscanos. La torre está compuesta por tres cuerpos y un remate que se renovó en 1927.

### Civil

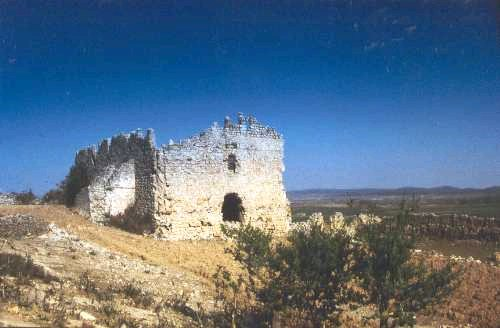
Castillo

- Castillo Esta fortaleza de tipo montano posee una planta irregular e incluye la ermita de San Miguel en su interior. su objetivo era la defensa de la población debido al carácter fronterizo de esta. Con el tiempo la población fue abandonando el recinto para ir asentándose en el llano cercano donde se sitúa actualmente la población. Disponía de un extenso recinto amurallado y aunque es posible la existencia de alguna construcción creada para repeler las invasiones bárbaras, la mayor parte de él es de época medieval. Es destacable la torre del homenaje, de planta cuadrada con esquinas reforzadas de sillería.
- Puente medieval Con un posible origen romano está situado en las afueras del núcleo urbano en el paraje de El Molinete en el camino que va hacia Bejís y Torás
- Casa consistorial El ayuntamiento construido en 1570 cuenta con un pórtico de tres arcos de medio punto y columnas dóricas.
- Fuente del Járiz
- Neveras Las neveras Honda, alta y de El Cerrito fueron construidas entre los siglos XVIII y XIX para almacenar la nieve y poder comerciar con ella. Una de ellas se encuentra situada en las cercanías del castillo, las otras se sitúan en la sierra de El Toro en las cercanías de la peña Salada, a unos 1550 m de altura.
- Refugios, Polvorín, trincheras y aeródromo Construidos con motivo de la guerra civil española. Están situados en la carretera que parte hacia Alcotas.

### Natural
- Paraje natural el Pozo Junco
- Sierra de El Toro
- Nacimiento del río Palancia

## Fiestas

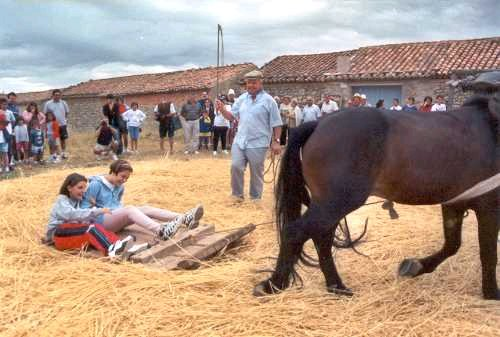
Fiesta de la trilla

Las fiestas patronales se celebran en honor de la Virgen de la Asunción y de San Roque a partir del 15 de agosto. También se celebran fiestas en honor a San Antón (en las cercanías del 17 de enero), la Semana Santa y las fiestas de la trilla (el último fin de semana de julio o el primero de agosto).

## Gastronomía

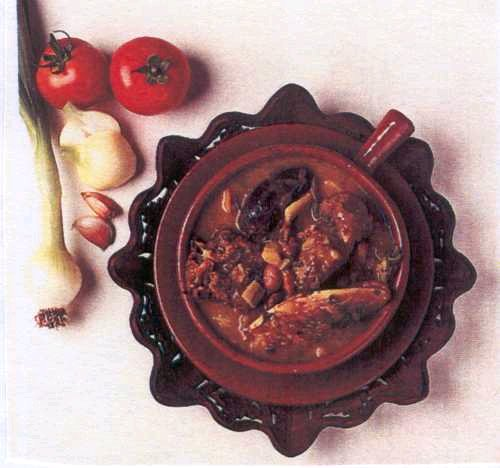
Olla trufada

Entre los platos típicos El Toro cuenta con la olla trufada, tradicional en los fríos inviernos; cuyos ingredientes se guisan durante largo tiempo a fuego lento con la preciada especia de la trufa.
Las "patatas viudas", la "fritura de cerdo", el "rustido de conejo", las carnes a la brasa, son platos condimentados con los productos de la zona. Los caracoles tienen un papel importante al igual que los "rebollones asados". Los embutidos son muy apreciados, elaborándose la típicas "jarras" (carnes en conserva de aceite). Destacan los jamones y son muy estimadas las morcillas de arroz, longanizas y sobrasadas.
La repostería se compone de roscos, tortas, sequillos, la tradicional mona de Pascua o el excelente pingano llamado también "pan quemao"; bizcocho de forma circular con azúcar tostado.

## Accesos
Desde Valencia se accede a esta población tomando la autovía Mudéjar A-23 o la antigua N-234, hasta llegar a las inmediaciones de Barracas desde allí se enlaza por la CV-240 hasta encontrar la población a menos de 6 kilómetros. Se encuentra a 90 km de Valencia y 86,5 de Castellón de la Plana